# Desa Petir (administrativ by i Indonesien, Jawa Tengah, lat -7,49, long 109,59)
Desa Petir är en administrativ by i Indonesien.   Den ligger i provinsen Jawa Tengah, i den västra delen av landet, 300 km öster om huvudstaden Jakarta.